# Rio Glimea
O Rio Glimea é um rio da Romênia, afluente do Crişul Alb, localizado no distrito de Arad.